# أدريان شاكون
أدريان شاكون هو عداء سريع كوبي، ولد في 10 ديسمبر 1988.

## وصلات خارجية
- أدريان شاكون على موقع الاتحاد الدولي لألعاب القوى (الإنجليزية)
- أدريان شاكون على موقع أوليمبيديا (الإنجليزية)